# ワザオギ
　ワザオギ（Wazaogi）は、2000年に設立された落語専門のレーベルである。レーベル管理は株式会社アモンエンタープライズが行っている。極小規模ゆえインディーズに分類されやすいが、制作から販売までの工程を一貫しているのでインディーズには含めない。

## 来歴
レーベル管理をするアモンエンタープライズは、1990年代後半から、制作会社である株式会社NASAと共同で落語会の運営やラジオ等の落語中継番組の企画をしてきた。
当時の落語CD・DVD・ビデオ市場は、現役あるいは多くの音源を残した故人による音源と、特昭和中期～後期までのベテランクラスの商品をCDで再発売したものがほとんどであり、ましてや新作落語（上方で言う「創作落語」）や若手・中堅演者のものが店頭に並ぶことは、桂三枝（後の六代目桂文枝）、桂文珍などの数少ない例や、他ジャンルなどとのコラボレーション企画は別としてほとんどなかった。
そんな中、ワザオギレーベル発起人の一人である大友浩（当時「東京かわら版」編集人）の「三遊亭円丈の新作をCDとして後世に残してはどうか」という提案で企画が進められ、数回の公開レコーディングを重ねて2001年8月に最初のCDである「三遊亭円丈落語コレクション1st」を発売した。設立当初はチラシなどで「古典の時代は終わった」と、新作落語専門レーベルを標榜していたが、その後、古典落語のCD「柳亭市馬落語集【其の一】」を発売し、これ以降、新作・古典の両方を扱う立場をとりはじめた。
2005年11月には国立演芸場で「第一回ワザオギ落語会」を開催し、公開収録の上2014年まで毎年DVDを発売している。
新規リリースはCDが2019年、DVDは2014年を最後に止まっていたが、2023年6月に「ワザオギ落語会～初代国立劇場さよなら公演」がアモンエンタープライズ主催で国立演芸場で行われた。CDは2023年11月に「入船亭扇辰5」がリリースされた。商品は通販サイトやCD・DVD販売店で引き続き流通はしているが、入手が困難になりつつある。

## 特色
- 当初、商品は山野楽器（銀座本店）、ミュージックテイト（新宿）など、ごくわずかな取扱店でしか入手できなかったが、大十（大阪）、市原栄光堂（京都）など、関西方面にも販路を拡大していった。販売は大手ディストリビューターを介さず店舗との直販で行われた。レンタル店では取り扱われていない。
- ジャケットには、従来の落語CDに用いられなかった斬新なデザインやドキュメンタリータッチの写真、演者の和装ではなく洋服姿の写真なども使い、一方で寄席文字を用いず、地味といわれていた演芸CDの雰囲気を一新させた。ジャケット写真はweb上で公開され、ブログなどでの自由な使用を認めていた。
- 独占契約をしているわけではないため、他レーベルからCDを発売している噺家もいる。
- 若手新人用のサブレーベルとして「ワザオギ・コレカラ」を設けているが、販売価格などに若干の差別を設けている。
- 2023年現在CD音源や映像の公式配信はされていないが、一部CDのプロモーション映像が公式Youtubeで公開されている。演芸のプロモーション映像が作られること自体が他社には見られない取り組みである。
- 落語配信サイトのらくごのブンカ（文化放送）で、CD化されていない落語家の音源がワザオギ名義で配信されている。

## CD
CDは一人の演者がリリースをかさねてゆく方式で、製品番号に反映されている。
三遊亭円丈（三代目）
- 『円丈落語コレクション1st.』（2001年8月25日、EJ-0001）「悲しみは埼玉に向けて」「10倍レポーター」
- 『円丈落語コレクション2nd.』（2002年3月7日、EJ-0002)　「横松和平」「いたちの留吉」
- 『円丈落語コレクション3rd.』（2003年6月16日、WZEJ-0303)「一ツ家ラブストーリー」「ふりかえれば」「人情噺「かこいで、へ～～っ」」
- 『円丈落語コレクション4th.』（2004年11月16日、WZCR-01004)「新寿限無」「わたし犬」「名古屋版金明竹」
- 『円丈落語コレクション5th.』（2006年06月25日、WZCR-01005）「月のじゃがりこ」「肥辰一代記」
- 『円丈落語コレクション6th.』（2007年02月26日、WZCR-01006）「ぺたりこん」「悲しみの大須」
- 『円丈落語コレクション7th.』（2008年10月17日、WZCR-01007)「遥かなるたぬきうどん」「新ぐつぐつ」
- 『三遊亭円丈落語コレクション 8th.』（2009年07月15日、WZCR-01008)「怪談「真景累ヶ淵」より ～ 豊志賀の死 ～」「新・ガマの油」
- 『三遊亭円丈落語コレクション 9th.』（2011年08月06日、WZCR-01009）「居残り佐平次」「強情灸」
- 『三遊亭円丈落語コレクション 10th.』（2017年04月29日、WZCR-01010）「インドの落日」「夢一夜」

柳亭市馬（四代目）
- 『柳亭市馬落語集 [其ノ一]』（2003年11月20日、WZCR-02001）「転宅」「らくだ」
- 『柳亭市馬落語集 [其ノ二]』（2005年02月25日、WZCR-02002）「付き馬」「花筏」
- 『柳亭市馬落語集 [其ノ三]』（2006年12月05日、WZCR-02003）「厄払い」「掛取萬歳」
- 『柳亭市馬落語集 [其ノ四]』（2009年05月25日、WZCR-02004）「味噌蔵」「芋俵」
- 『柳亭市馬落語集 [其ノ五]』（2012年06月23日、WZCR-02005）「子別れ（上）（中）（下）」※3枚組

柳家喬太郎
- 『喬太郎落語秘宝館 1』（2004年08月25日、WZCR-05001）「純情日記横浜篇」「純情日記渋谷篇」
- 『喬太郎落語秘宝館 別館』（2004年10月25日、WZCR-05002）「冬のそなた」「国民ヤミ年金」「巣鴨の中心で、愛をさけぶ」
- 『喬太郎落語秘宝館 2』（2005年04月25日、WZCR-05003）「白日の約束」「結石移動症」
- 『喬太郎落語秘宝館 3』（2006年10月30日、WZCR-05004）「寿司屋水滸伝」「バイオレンスチワワ」「諜報員メアリー」
- 『喬太郎落語秘宝館 4』（2008年02月20日。WZCR-05005）「すみれ荘二〇一号」「いし」
- 『喬太郎落語秘宝館 5』（2009年02月25日、WZCR-05006）「ハンバーグができるまで」「夜の慣用句」

三遊亭白鳥
- 『三遊亭白鳥1』（2006年08月25日、WZCR-10001）「マキシム・ド・のん兵衛」「青春残酷物語」
- 『三遊亭白鳥2』（2007年08月25日、WZCR-10002）「戦え!おばさん部隊」「給水塔の怪談～ラブラブ幽霊大作戦～」
- 『三遊亭白鳥3』（2007年12月20日、WZCR-10003）「任侠流山動物園」「シンデレラ伝説」
- 『三遊亭白鳥4』（2009年04月25日、WZCR-10004)  「ナースコール」「死神」
- 『三遊亭白鳥5』（2011年01月30日、WZCR-10005）「任侠流れの豚次」より 「掛け取り上野動物園」「雨のベルサイユ」
- 『三遊亭白鳥6』（2012年02月20日、WZCR-10006）「隣の町は戦場だった」「台所の隅」
- 『三遊亭白鳥7』（2014年05月31日、WZCR-10007）「砂漠のバー止まり木 (白鳥倶楽部版)」「スーパー恋物語マーガレット□ジョニー」
- 『三遊亭白鳥8』（2016年04月10日、WZCR-10008）「鉄砲のお熊」「老人前座じじ太郎」
- 『三遊亭白鳥『落語の仮面』1』（2017年06月30日、WZCR-66001）「第1話「三遊亭花誕生」」「第2話「嵐の初天神」」※2枚組
- 『三遊亭白鳥『落語の仮面』2』（2017年09月16日、WZCR-66003）「第3話「トキ蕎麦危機一髪」」「第4話「テレビ仮面舞踏会」」※2枚組

古今亭駿菊
- 『古今亭駿菊1』（2004年02月25日、WZCR-03001）「山崎屋」「鶴亀」
- 『古今亭駿菊2』（2006年02月25日、WZCR-03002）「子別れ」「豊竹屋」

昔昔亭桃太郎（三代目）
- 『昔昔亭桃太郎1』（2004年05月25日、WZCR-04001)「金満家族」「結婚相談所」
- 『昔昔亭桃太郎2』（2005年06月25日、WZCR-04002）「受験家族」「寝床」
- 『昔昔亭桃太郎3』（2009年05月16日、WZCR-04003）「唄入りぜんざい公社」「御見合中」

桃月庵白酒
- 『五街道喜助 改メ 桃月庵白酒』（2005年09月01日、WZCR-99001）「臆病源兵衛」「富久」
- 『桃月庵白酒1』（2010年10月06日、WZCR-14001）「短命」「井戸の茶碗」
- 『桃月庵白酒2』（2013年04月30日、WZCR-14002）「錦の袈裟」「粗忽長屋」「松曳き」
- 『桃月庵白酒3』（2014年10月23日、WZCR-14003）「首ったけ」「犬の災難」
- 『桃月庵白酒4』（2016年10月16日、WZCR-14004）「笠碁」「喧嘩長屋」「風呂敷」
- 『桃月庵白酒5』（2019年04月21日、WZCR-14005）「花見の仇討」「四段目」

橘家圓太郎（八代目）
- 『橘家圓太郎 第一巻』（2005年09月25日、WZCR-06001）「火焔太鼓」「阿武松」
- 『橘家圓太郎 第二巻』（2015年03月01日、WZCR-06002）「藪入り」「甲府ぃ」
- 『橘家圓太郎 第三巻』（2018年06月16日、WZCR-06003）「ねずみ」「化物使い」

瀧川鯉昇
- 『瀧川鯉昇１』（2005年11月25日、WZCR-07001）「宿屋の富」「ちりとてちん」
- 『瀧川鯉昇２』（2007年06月25日、WZCR-07002）「時そば」「佃祭」
- 『瀧川鯉昇３』（2008年05月25日、WZCR-07003）「明烏」「宿屋の仇討」
- 『瀧川鯉昇４』（2009年11月20日、WZCR-07004）「鰻屋」「二番煎じ」

笑福亭鶴光
- 『笑福亭鶴光集成 1』（2006年01月25日、WZCR-08001）「木津の勘助」「荒茶」

柳家喜多八
- 『柳家喜多八I』（2006年04月25日、WZCR-09001）「二番煎じ」「将棋の殿様」
- 『柳家喜多八II』（2007年11月05日、WZCR-09002）「五人廻し」「粗忽の釘」

三笑亭夢丸（初代）
- 『えんぜる 夢丸新江戸噺』（2006年10月15日、WZCR-77001）※5枚組、販売終了
  - （1）「えんぜる」「夢の欠片」（2）「小桜」「椿の喧嘩」（3）「太公望」「こころもち」（4）「昼神様」「ちぎり」（5）「いろがたき」「蛙の子」

立川藤志楼
- 『立川藤志楼やっとこさ蔵出し Vol.1』（2006年03月25日、WZCR-88001）「宿屋の富」「蔵前駕籠」「猫と金魚」
- 『立川藤志楼やっとこさ蔵出し Vol.2』（2006年09月25日、WZCR-88002）「唐茄子屋政談」「かぼちゃ屋 (ボーナス・トラック)」

- 『立川藤志楼とって出し Vol.1』（2008年07月30日、WZCR-88003）「力士の春'08」「天災」

春風亭百栄
- 『春風亭栄助 改メ 春風亭百栄』（2008年08月30日、WZCR-99002）「天使と悪魔」「マザコン調べ～江戸っ子検定試験」
- 『春風亭百栄1』（2012年11月18日、WZCR-16001）「ロシアンブルー」「バイオレンススコ」「露出さん」

三遊亭竜楽
- 『三遊亭竜楽1』（2009年03月25日、WZCR-11001）「堪忍袋」「井戸の茶碗」
- 『三遊亭竜楽2』（2011年06月25日、WZCR-11002）「厩火事」「くしゃみ講釈」
- 『三遊亭竜楽3』（2015年07月05日、WZCR-11003）「柳田格之進」「箱入り」

三遊亭兼好
- 『三遊亭兼好1』（2010年02月20日、WZCR-12001）「短命」「うどんや」

入船亭扇辰
- 『入船亭扇辰1』（2010年04月25日、WZCR-13001）「野ざらし」「甲府い」
- 『入船亭扇辰2』（2011年10月30日、WZCR-13002）「徂徠豆腐」「夢の酒」
- 『入船亭扇辰3』（2013年05月20日、WZCR-13003）「三井の大黒」「藁人形」
- 『入船亭扇辰4』（2015年11月15日、WZCR-13004）「竹の水仙」「団子坂奇談」
- 『入船亭扇辰5』（2023年11月15日、WZCR-13005)  「江戸の夢」「死ぬなら今」

春風亭一之輔
- 『春風亭一之輔』（2011年03月25日、WZCR-99003）「初天神」「青菜」
- 『いちのすけ噺1』（2012年04月14日、WZCR-15001）「茶の湯」「粗忽の釘」
- 『いちのすけ噺2』（2014年08月03日、WZCR-15002）「普段の袴」「尻餅」「提灯屋」

三遊亭天どん
- 『三遊亭天どん1』（2016年07月30日、WZCR-17001）「カベ抜け」「タラチネ」「ハーブをやっているだろ!」
- 『三遊亭天どん2』（2018年09月08日、WZCR-17002）「食い違い」「私をそばやに連れてって」「ひろっちゃった!!」

笑福亭たま
- 『笑福亭たま1』（2016年12月11日、WZCR-18001）「ショート落語&憧れの人間国宝」「船弁慶」
- 『笑福亭たま2』（2019年05月30日、ＷZCR-18002）「源平盛衰記」「桂福車師匠の話～マクラより～」「ショート落語 第2集&猫の忠信」

CDに登場したその他の出演者
- 松村邦洋（立川藤志楼の高座にお茶を運んだ）
- 大友浩（三遊亭円丈、瀧川鯉昇などのインタビューを担当）

## DVD
2023年6月現在
- 『ワザオギ落語会 vol.1』(2006.6.17収録、2006.10.25発売）WZBR-0001
- 『ワザオギ落語会 vol.2』(2006.11.12収録、2007.5.1発売）WZBR-0002
- 『ワザオギ落語会 vol.3』(2007.6.9収録、2007.12.5発売）WZBR-0003
- 『ワザオギ落語会 vol.4』(2008.5.17収録、2008.12.5発売）WZBR-0004
- 『ワザオギ落語会 vol.5』(2009.5.16収録、2009.12.5発売）WZBR-0005
- 『ワザオギ落語会 vol.6』(2010.6.12収録、2010.12.5発売）WZBR-0006
- 『ワザオギ落語会 vol.7』(2011.5.14収録、2011.12.5発売）WZBR-0007
- 『ワザオギ落語会 vol.8』(2012.5.19収録、2012.12.5発売）WZBR-0008
- 『ワザオギ落語会 vol.9』(2013.5.18収録、2013.12.5発売）WZBR-0009
- 『ワザオギ落語会 vol.10』(2014.6.7収録、2014.12.5発売）WZBR-0010

すべて特典映像付

### DVDに登場した出演者
DVDは毎年1回国立演芸場で開催されていた「ミックス寄席ワザオギ落語会」の模様を収録したオムニバス形式のもの。
- 三遊亭円丈　第一巻「夢一夜」、第四巻「強情灸」
  - 第二巻収録の時「寄席沈没」を演じたがDVDには収録されていない
- 柳亭市馬　第一巻「七段目」、第三巻「片棒」、第五巻「山号寺号」、第七巻「首提灯」、第十巻「天災」
- 柳家喬太郎　第一巻「一日署長」、第三巻「反対俥」、第四巻「ちりとてちん」、第五巻「道灌」、第九巻「初音の鼓」
- 三遊亭白鳥　第二巻「脳ミソ一家」、第六巻「はらぺこ奇談」、第九巻「刑務所の中」
- 古今亭駿菊　第三巻「近江八景」
- 昔昔亭桃太郎　第一巻「結婚相談所」、第五巻「唄入りぜんざい公社」、第七巻「勘定板」
- 橘家圓太郎　第二巻「短命」、第九巻「かんしゃく」
- 瀧川鯉昇　第二巻「蒟蒻問答」、第五巻「千早ふる」
- 笑福亭鶴光　第三巻「鼓ケ滝」
- 柳家喜多八　第三巻「あくび指南」
- 桃月庵白酒　第一巻「壷算」、第四巻「転宅」、第五巻「船徳」、第八巻「付き馬」、第十巻「臆病源兵衛」
- 春風亭百栄　第二巻「桃太郎DV」（当時 春風亭栄助）、第六巻「怪談はなしベタ」、第八巻「弟子の強飯」
- 柳家権太楼　第四巻「文七元結」
- 三遊亭兼好　第四巻「宗論」（当時 三遊亭好二郎）、第六巻「蛇含草」、第七巻「小言幸兵衛」、第八巻「元犬」
- 古今亭今輔　第五巻「チョココロネ政談」
- 春風亭一之輔　第六巻「鈴ケ森」、第七巻「徳ちゃん」、第十巻「粗忽の釘」
- 入船亭扇辰　第七巻「阿武松」、第八巻「さじ加減」、第九巻「麻のれん」
- 古今亭文菊　第八巻「湯屋番」（当時古今亭菊六）
- 三遊亭天どん　第九巻「ドライブスルー」
- 瀧川鯉朝　第十巻「街角のあの娘」
- 笑福亭たま　第十巻「憧れの人間国宝」
- 太田その　第一巻、第三巻の下座担当
- 小口けい　第二巻の下座担当
- 千葉しん　第四巻の下座担当
- 昔昔亭喜太郎　第一巻の前座
- 柳亭市丸　第一巻の前座
- 柳亭市朗　第二巻、第三巻の前座

ほか